# 電気定数
電気定数（でんきていすう、英: electric constant）とは、基礎的な物理定数のひとつである。量記号にはもっぱら ε0 が用いられる。電磁気量の体系によっては、電気による作用と応答とを関係付ける構成方程式の係数として表れる。
電気定数は、誘電率の基準であり、真空の誘電率（しんくうのゆうでんりつ、英: permittivity of vacuum, permittivity of free space）とも呼ばれる。この基準と誘電率との比の数は比誘電率とされる。
ただし真空は誘電体とはみなされておらず、電気定数そのものは、物質の過渡的応答特性である誘電率とは本質的に異なる。とはいえ文脈によっては誘電率との区別を明示せずに同種の量として扱われる。
国際単位系（SI）における値は、
{\displaystyle \epsilon _{0}=8.854~187~8188(14)\times 10^{-12}\ {\text{F}}\ {\text{m}}^{-1}}
である（2022CODATA推奨値）。
2018年までは電気定数は不確かさを備えない定義値であった。2018年策定、2019年発効のSI定義において、電気素量のSI単位による値を固定したことにより、電気定数は不確かさを備える測定値となった。

## 概要
電気的な場としては電荷に力を及ぼす場である電場の強度 E と、電荷の存在によって生じる場である電束密度 D がある。これら二つの場は由来は異なるが分極 P を介して構成方程式で関係付けられる。構成方程式は用いる電磁気量の体系によって形が異なる。国際量体系（ISQ）においては
{\displaystyle {\boldsymbol {D}}=\epsilon _{0}{\boldsymbol {E}}+{\boldsymbol {P}}}
であり、この係数が電気定数である。
これに対して静電単位系やガウス単位系はISQとは異なる量体系に基づいており、構成方程式は
{\displaystyle {\boldsymbol {D}}={\boldsymbol {E}}+4\pi {\boldsymbol {P}}}
で表される。また、電磁単位系が基づく量体系においては、構成方程式は
{\displaystyle {\boldsymbol {D}}=c^{-2}{\boldsymbol {E}}+4\pi {\boldsymbol {P}}}
で表される。これらの量体系においては、それぞれ電気定数が ε0 = 1、あるいは ε0 = c−2 に固定されていることを意味しており、電気定数は理論に現れない。電気定数を顕わに書いて、有理化の係数 λ を導入すれば、構成方程式は
{\displaystyle {\boldsymbol {D}}=\epsilon _{0}{\boldsymbol {E}}+\lambda {\boldsymbol {P}}}
として量体系に依らない形で表すことができる。
電場の強度は [力]/[電荷] の次元 E L−1 Q−1 を持ち、電束密度は [電荷]/[面積] の次元 L−2 Q を持つ。これらを結びつける電気定数は次元 E−1 L−1 Q2 を持つ。
4元系においては電磁気量に独立の次元を与えるので、電気定数が力学量の次元だけでなく、電荷の次元を含んでいるので、用いる量体系を定め、電気定数の単位と数値を定めることで、静電気の単位が定まる。
3元系である静電量体系やガウス量体系では、電気定数は次元が 1 の無次元量であり、電荷の次元は Q = E1/2 L1/2 となる。つまり、電荷は力学量から組み立てられる組立量である。これと対応して電荷の単位も力学単位から組み立てられる組立単位となる。CGS-静電単位系やCGS-ガウス単位系ではエネルギーの単位にエルグ（erg）を、長さの単位にセンチメートル（cm）を用いるので、一貫性のある電荷の単位であるフランクリンは Fr = erg1/2 cm1/2 となる。

### 普遍定数の関係
国際量体系（ISQ）において、電気定数は磁気定数 μ0、光速度 c、及び真空における電磁波の特性インピーダンス Z0 との間に
{\displaystyle \epsilon _{0}={\frac {1}{\mu _{0}c^{2}}}={\frac {1}{Z_{0}c}}}
の関係がある。ガウス単位系やヘヴィサイド単位系などが基づく、電気的な量と磁気的な量の次元が一致するように対称化された量体系では
{\displaystyle \epsilon _{0}={\frac {1}{\mu _{0}}}}
で関係付けられる。また、静電単位系や電磁単位系、ガウス単位系などが基づく、マクスウェル方程式に係数 4π を含む非有理系では
{\displaystyle \epsilon _{0}={\frac {4\pi }{Z_{0}c}}}
で関係付けられる。